# لين يوي
لين يوي (بالصينية: 林躍) هو غطاس صيني، ولد في 24 يوليو 1991 في شاوزو في الصين.

## وصلات خارجية
- لين يوي على موقع الاتحاد الدولي للسباحة (الإنجليزية)
- لين يوي على موقع قاعدة بيانات الغوص IAT (الألمانية)
- لين يوي على موقع أوليمبيديا (الإنجليزية)